# Estación Alejandro Echavarría (Metro de Medellín)
La Estación Alejandro Echavarría es la Octava estación de la Línea T-A del Tranvía de Medellín. Ubicada en el barrio del mismo nombre, construido inicialmente para los obreros de la empresa Coltejer, que se encontraba en donde hoy está la urbanización Villas del Telar.

## Diagrama de la estación
| SUELO     |                                                       |         |
|           | Plataforma lateral, las puertas se abren a la derecha |         |
| Occidente | ← hacia Estación Loyola (Estación San Antonio)        | Oriente |
| Occidente | → hacia Estación Oriente (Terminal)                   | Oriente |
|           | Plataforma lateral, las puertas se abren a la derecha |         |
|           |                                                       |         |

- Datos: Q21564543